# Сеті II
Сеті II — давньоєгипетський фараон з XIX династії.

## Життєпис
Належав до царської родини. Був єдиним з чотирьох наступників Мернептаха (включаючи Аменмеса, Саптаха, Таусерт), чиє правління вважається легітимним.
Сеті, ще за життя свого старого батька Мернептаха правив за нього країною. Імовірно, царювання Сеті було доволі мирним. Правив упродовж незначного терміну та став жертвою інтриг.